# Simosaurus
Simosaurus is een geslacht van uitgestorven mariene reptielen binnen de superorde Sauropterygia uit het Midden-Trias van Midden-Europa. In Frankrijk en Duitsland zijn fossielen gevonden van ongeveer 230 miljoen jaar oud. Het wordt meestal geclassificeerd als een nothosauriër, maar wordt ook beschouwd als een pachypleurosauriër of een meer basale vorm van de Sauropterygia.

## Ontdekkingsgeschiedenis
De typesoort Simosaurus gaillardoti werd in 1842 benoemd door de Duitse paleontoloog Christian Erich Hermann von Meyer. De geslachtsnaam is afgeleid van het Grieks simos, 'persoon met een stompe neus'. De soortaanduiding eert Charles Antoine Gaillardot, de Franse arts die het holotype vond dat later verloren zou gaan.
In hetzelfde jaar benoemde von Meyer ook Simosaurus mougeoti. De soortaanduiding eert Antoine Mougeot. Hij benoemde een derde soort Simosaurus guilelmi in 1855. Oscar Fraas benoemde Simosaurus pusillus, de 'kleingebouwde', in 1881. Een jaar later werd het echter toegewezen aan zijn eigen geslacht Neusticosaurus. Simosaurus mougeoti en Simosaurus guilelmi zijn recentelijk beschouwd als jongere synoniemen van Simosaurus gaillardoti, wat betekent dat ze dezelfde soort vertegenwoordigen.
Fossielen van de ammoniet Ceratites nodosus markeren de eerste aanwezigheid van Simosaurus in Duitse afzettingen.
De eerste fossielen van Simosaurus, beschreven door von Meyer, werden gevonden in Lunéville, Frankrijk. Deze werden gevonden in de bovenste Muschelkalk, die dateert uit het Ladinien van het Midden-Trias. Materiaal gevonden in Frankrijk omvat de holotypeschedel van Simosaurus gaillardoti en een gedeeltelijke onderkaak verwezen naar Simosaurus mougeoti. Beide werden beschreven door von Meyer. De schedel, die als basis diende voor de eerste beschrijving van Simosaurus, is sindsdien verloren gegaan. Neotypen zijn MNHN R 301, AC. 9025 en AC. 9028. Hoewel aanvankelijk toegeschreven aan Simosaurus, werd de onderkaak bestempeld als Nothosaurus mougeoti in een van de latere artikelen van von Meyer.
Verdere overblijfselen van Simosaurus werden gevonden in Franken en Württemberg in Duitsland. Hertog Willem van Württemberg ontdekte een complete schedel en stuurde deze in 1842 naar von Meyer. Von Meyer noemde Simosaurus guilelmi, 'van Willem', op basis van deze schedel en merkte op dat deze kleiner en smaller was dan die van de typesoort. Een compleet skelet dat eerst naar Simosaurus guilelmi werd verwezen, wordt het neotype van Simosaurus genoemd. Sommige Duitse fossielen zijn gevonden in de stratigrafisch jongere Keuper-afzettingen, maar zijn zeer zeldzaam. Simosaurus is aanwezig in biozones van de Muschelkalk die zich onderscheiden door verschillende ammonietfauna. Simosaurus verschijnt voor het eerst in de nodosus-biozone, waar fossielen van de ammoniet Ceratites nodosus overvloedig aanwezig zijn. Exemplaren worden algemeen in de iets jongere dorsoplanus-biozone, gekenmerkt door de ammoniet Ceratites dorsoplanus.

## Beschrijving
Simosaurus had een lengte van drie tot vier meter. Het heeft een stompe, afgeplatte kop en grote openingen achter zijn ogen, de bovenste temporale fossae. Deze fossae zijn groter dan de oogkassen, maar niet zo groot als die van andere nothosauriërs. Simosaurus verschilt ook van andere nothosauriërs doordat het stompe tanden heeft die waarschijnlijk werden gebruikt voor het pletten van organismen met een harde schaal. Het kaakgewricht is ver naar achteren geplaatst en steekt uit boven het hoofdgedeelte van de schedel.

## Fylogenie
Simosaurus is in de Nothosauroidea geplaatst.

## Paleobiologie

### Beweging
Simosaurus heeft goed ontwikkelde wervels en een verticaal afgeplatte romp die een zijwaartse beweging zou hebben geremd. Deze beweging, laterale golving genoemd, wordt gezien bij de meeste andere nothosauriërs, waaronder Nothosaurus. Het opperarmbeen heeft goed ontwikkelde bovenste uitsteeksels en de onderkant van de schoudergordel is groot, wat suggereert dat de voorpoten een krachtige neerwaartse slag hadden en de meeste stuwkracht leverden die nodig was om te zwemmen. Het schouderblad is relatief klein voor een reptiel dat met zijn ledematen zwemt, wat aangeeft dat de opwaartse slag van Simosaurus zwak was. Simosaurus was waarschijnlijk een matig krachtige zwemmer met een voortbeweging die een overgang was tussen de laterale golving van vroege Sauropterygia en het sterke door flippers aangedreven zwemmen van plesiosauriërs.

### Voeding
Omdat hij stompe tanden heeft, wordt vaak gedacht dat Simosaurus durofaag was, wat betekent dat het organismen met harde schalen at. Durofage reptielen hebben meestal diepe kaken en grote adductoren die ze sluiten, maar Simosaurus had lange, slanke kaken en relatief kleine adductoren. De lange kaak van Simosaurus lijkt meer op die van reptielen die bijtende beten hebben. Lange kaakspieren hechten zich vast aan de voorkant van de grote temporale fossae in de bovenkant van de schedel en lopen schuin af naar het achterste uiteinde van de onderkaak. Deze lange, schuine spieren oefenen een voorwaartse trekkracht op de kaak uit en klikken deze snel dicht. Kleinere spieren bevinden zich verder naar achteren in de schedel en hechten zich aan het achterste gedeelte van de temporale fossae. Deze spieren zijn korter omdat ze onder een verticale hoek staan en de schedel erg laag is langs de verticale as. Hun nabijheid tot het kaakgewricht maakt het echter mogelijk om meer plettende kracht uit te oefenen. De combinatie van spieren die de kaak snel sluiten en spieren die zorgen voor plettende kracht aan de achterkant van de kaak is uniek voor Simosaurus. Hij voedde zich waarschijnlijk met organismen met een matig harde schaal, zoals Ceratites en holosteïde vissen.